# La Ville fantôme (Lucky Luke)
Pour les articles homonymes, voir La Ville fantôme.
La Ville fantôme est la trente-neuvième histoire de la série Lucky Luke par Morris (dessin) et René Goscinny (scénario). Elle est publiée pour la première fois en 1963, du no 1306 au no 1327 du journal Spirou, puis, en album, en 1965.
Il n'y a plus qu'un habitant à Gold Hill, le vieux Powell, persuadé que sa mine contient encore de l'or. Or cette mine intéresse beaucoup deux escrocs, Denver Miles et Colorado Bill, qui font tout pour la racheter, dans le but de la « saler » (c'est-à-dire d'y introduire un peu d'or de façon artificielle) pour la revendre plus cher. Lucky Luke vient en aide au pauvre Powell.

## Résumé
Lucky Luke et Jolly Jumper rencontrent deux hommes errant dans la campagne, Denver Miles et Colorado Bill, couverts de goudron et de plumes. Devinant assez facilement leur activité de tricheurs et d'escrocs, Luke les prend néanmoins avec lui jusqu'à Gold Hill, une ville fantôme, afin d'y passer la nuit. Le trio est alors attaqué par un vieil homme qui les chasse à coups de carabine.
Arrivés à Bingo Creek, ville voisine de Gold Hill, Luke et ses compagnons de route apprennent alors l'identité du vieillard et son histoire. L'homme (nommé Powell) revenait bredouille d'un voyage en quête d'or lorsqu'il fit la connaissance d'un autre prospecteur qui lui vendit sa mine, laquelle, selon ses dires, contenait un filon. Pour le prouver, il lui en montra quelques grammes, soi-disant extraits de la mine. En réalité, ce prospecteur était un escroc qui avait « salé » sa mine — c'est-à-dire qu'il y avait artificiellement déposé un peu d'or. La rumeur du prétendu gisement se répandit rapidement et une grande quantité de mineurs avides d'or vinrent sur place et fondèrent Gold Hill. Mais, dès que l'absence d'or fut évidente, tous abandonnèrent les lieux tout aussi rapidement, excepté Powell qui, s'accrochant désespérément à son rêve fou, demeura seul dans la ville, désormais fantôme.
Vivement intéressés par cette histoire de « salage » de mine, Denver Miles et Colorado Bill projettent alors de racheter la propriété du vieux Powell, de la « saler » à leur tour et de la revendre à un naïf. Afin de gagner de l'argent leur permettant d'assurer la transaction, les deux crapules trichent au jeu (malgré la surveillance de Lucky Luke) et finissent par rassembler une somme importante. Ils se rendent alors à Gold Hill pour rencontrer Powell, mais ce dernier refuse sèchement leur offre et les renvoie à Bingo Creek. 
Ne renonçant pas à leur projet, les deux complices font courir le bruit que Powell est un sorcier, responsable de l'apparition de fantômes à Gold Hill, et montent la population de Bingo Creek contre le prospecteur. Luke, qui s'est pris d'affection pour le vieillard malchanceux, décide d'intervenir. Pour arranger les choses, il va voir Powell pour l'informer de la situation et mettre au point une stratégie. De retour à Bingo Creek, Luke convainc la population de se rendre à Gold Hill et d'y organiser un grand pique-nique — l'objectif du cow-boy étant de leur démontrer que la ville n'est pas hantée. Bien qu'apeurés, les citoyens acceptent de le suivre et, finalement, passent une soirée des plus joyeuses. 
À la suite de ce nouvel échec, Denver et Colorado volent la caisse du saloon et font accuser Powell. Furieuse, toute la population de Bingo Creek se dirige alors vers Gold Hill afin de pendre le vieux prospecteur. Ce dernier, aidé par Lucky Luke, parvient à prouver son innocence et laisse partir les habitants. Épuisé par l'aventure, Powell envisage alors de quitter Gold Hill et accepte l'offre de Denver. Ce dernier doit néanmoins attendre quelques jours, jusqu'à l'ouverture des bureaux, afin d'acheter la mine en toute légalité. Entretemps, les deux bandits « salent » la roche et se préparent à propager de fausses informations sur la richesse de la mine afin d'attirer les prospecteurs et vendre celle-ci au plus offrant.
Toutefois, Colorado ayant publié la fausse nouvelle trop tôt, Powell, retourne immédiatement à sa mine, suivi d'une foule de chercheurs d'or qui, en un clin d'œil, reconstruisent Gold Hill et s'y installent à nouveau. Dépités, les deux escrocs envisagent de partir, mais sont arrêtés par Luke et remis au shérif pour leurs activités malhonnêtes. Cependant, les prospecteurs, bredouilles et très en colère, finissent par accuser Powell de garder tout l'or de la région et menacent de s'en prendre à lui. Pour lui éviter d'être la victime d'un lynchage, Luke amène Denver et Colorado qui, publiquement, avouent toutes leurs manigances. Ils sont alors chassés de la région, couverts de goudron et de plumes.
Alors que Gold Hill est à nouveau sur le point d'être désertée, Powell et Lucky Luke parviennent à convaincre les gens de rester et de labourer la terre, remplaçant ainsi l'or par le blé. La foule les acclame et fait de la ville fantôme une cité à nouveau prospère grâce à l'agriculture. Powell devient fermier et détruit sa mine aux explosifs — malgré la découverte inattendue d'un filon d'or au fond d'une galerie.

## Personnages
- Lucky Luke
- Jolly Jumper
- Powell : vieux chercheur d'or, devenu à moitié fou à force de chercher en vain de l'or dans sa mine.
- Denver Miles : tricheur professionnel, il est à l'origine du second « salage » de la mine.
- Colorado Bill : petit, gaffeur, il est l'associé et surtout le souffre-douleur de Denver Miles.
- Les habitants de Bingo Creek
  - Mme Blowfish : honorable bourgeoise, elle se précipite néanmoins vers la ville fantôme, son petit chapeau à ruban sur la tête.
  - Gussie : la seule à ne pas avoir peur des fantômes, elle est prête à nettoyer Gold Hill avec son balai.
  - Joe : tenancier du saloon, il raconte l'histoire de Powell à Lucky Luke, Denver Miles et Colorado Bill.
  - Pancho : il fait partie de ceux qui propagent la nouvelle de la découverte d'or à Gold Hill.

## Historique

### Autour de l'album
Au début de l'album, la chanson de Lucky Luke « Oh, I'm a Texas cowboy just off the stormy plains » est issue du folklore musical texan, reprise par Alan Lomax et intitulée I'm Bound To Follow The Longhorn Cows.

## Publication

### Revues
L'histoire est parue dans le journal Spirou, du no 1306 (25 avril 1963) au no 1327 (19 septembre 1963).

### Album
Éditions Dupuis, no 25, 1965

## Adaptations
Cet album a été adapté dans la série animée Lucky Luke, diffusée pour la première fois en 1991.
Le personnage de Colorado Bill est apparu dans le film animé Daisy Town au cinéma en 1971.

## Sources
- Dictionnaire Goscinny, sous la direction d'Aymar du Chatenet, Éd. JC Lattès, 2003,  (ISBN 2-7096-2313-7)
- www.bedetheque.com, « Lucky Luke » (consulté le 8 août 2008)
- www.lucky-luke.com, « Lucky Luke » (consulté le 8 août 2008)
- www.bdoubliees.com, « Parutions dans le journal de Spirou » (consulté le 8 août 2008)